# نیکولای بادن فردرکسن
نیکولای بادن فردرکسن (انگلیسی: Nikolai Baden Frederiksen؛ زادهٔ ۱۸ مهٔ ۲۰۰۰) بازیکن فوتبال اهل دانمارک است.
از باشگاه‌هایی که در آن بازی کرده‌است می‌توان به باشگاه فوتبال یوونتوس اشاره کرد.
وی همچنین در تیم‌های ملی فوتبال دانمارک در پایه‌های سنی مختلف بازی کرده‌است.